# Бомба PVT
Бомба PVT (рос. бомба PVT; англ. PVT bomb, bottom hole pressure bombe; нім. PVT-Bombe) — пристрій для дослідження фазової рівноваги рідина-газ складних газонафтових і газоконденсатних вуглеводневих систем, а також для визначення термодинамічної поведінки всієї системи і систем змінного складу, які імітують стан флюїду в пластових умовах під час експлуатації покладу без підтримування пластового тиску. Бомба PVT дає змогу визначити тиск P, об'єм газової і рідкої фаз V та температуру Т.